# Pol-e Alam (huyện)
Puli Alam là một huyện thuộc tỉnh Lowgar, Afghanistan. Dân số thời điểm năm 1999 là 86,323 người.